# Orlov ügető
Az Orlov ügető (oroszul: орловский рысак, orlovszkij riszak) az ügetőfajták közül a legöregebb, Oroszország egyik legrégibb és legkedveltebb lófajtája. Elsősorban orosz területen vannak elismert ménesek, de a Balti államok és Ukrajna területén is találhatók fajtatiszta állományok. Európában is jelen van, de nem külön ménesekben, hanem együtt kezelik a többi ügetőfajtával.

## Története

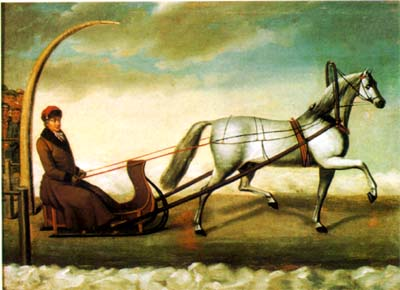
Alekszej Orlov gróf és a fajtaalapító Barsz I.

A fajta megalapítása Alekszej Orlov gróf nevéhez fűződik. A gróf egy hosszú távon is nagyteljesítményt nyújtó kocsilovat akart kitenyészteni. A 18. század második felében Orlov arab telivéreket hozatott Osztrovba. A lovakat helyi, illetve nyugat-európai (pl.: német, holland, dán) fajtákkal keresztezték. Kemény szelekcióval csak azokat az egyedeket tartották a tenyésztésben, amelyek tulajdonságai a legjobban közelítették meg a kívánt célt. A gyorsaságot angol telivérekkel javították.

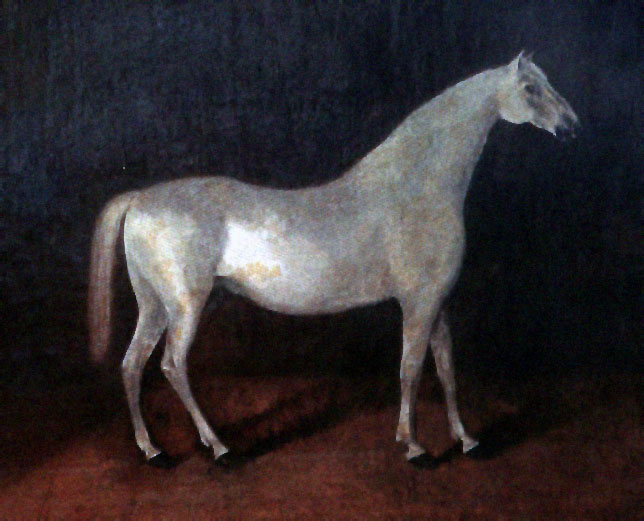
Szmetanka, Barsz I. apai nagyapja

Az importált arab telivérek közt ott volt Szmetanka is, akinek egy spanyol származású kancától lett utódja, Polkan I, akitől a fajtaalapító származott.

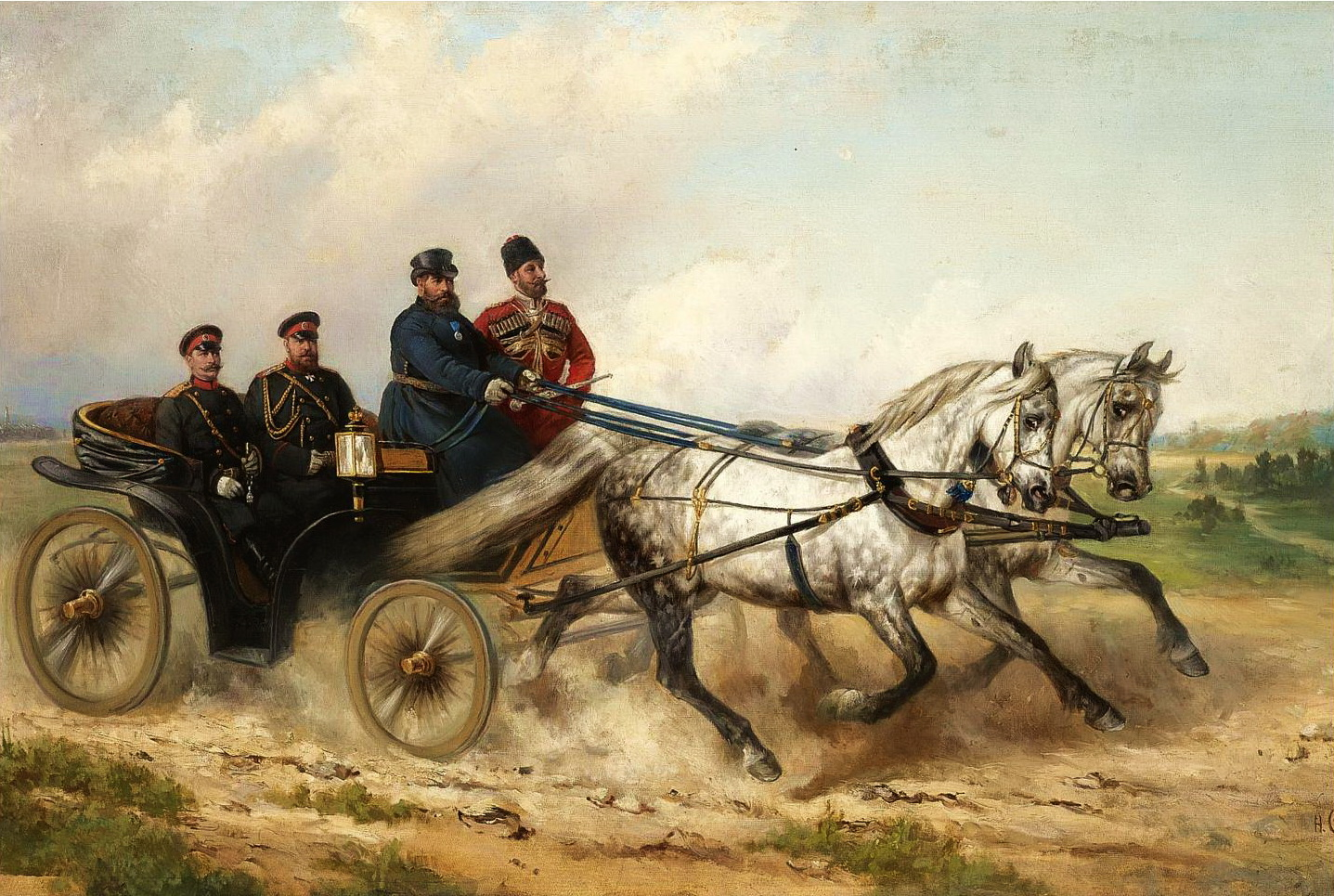
Cár és orlov ügetők

A gróf 1778-ban Hrenovojéba vitte a ménest. Ott Polkan I egy holland kancát fedezett. Megszületett Barsz I, az "alapítóős". Barsz arab, és nyugat-európai kancákat fedezett.
Orlov a sztyeppén tartotta a ménesét, így segítette a szelekciót. A lovakat 1834-től tréningezik, versenyeztetik Moszkvában. Orlov gróf és V. I. Siskin, a gróf ménesmestere sokat tett a fajta kialakulásáért. A gróf halála után V. I. Siskin folytatta a munkát, aki a cél érdekében angol telivéreket és norfolki lovakat is használt. A XIX. század végén a fajta több ezer kancából állt, és Európa szerte népszerű lett.
Az oroszországi forradalmat katasztrófaként élte meg nemcsak a fajta, hanem az egész orosz lótenyésztés is. Rengeteg lovat megöltek a harcokban, vagy élelemként használták fel ínséges időkben. De ezek ellenére az 1920-as évek után folytatódott a fajta felemelkedése és betiltották a keresztezést. Az 1930-as években a lovakat mezőgazdasági munkákra és szállításra használták, ezzel együtt a teljesítményük megnőtt és a forradalom előtti versenyrekordok pedig sorra dőltek meg. Ez a korszak volt az orlov ügetők második virágkora.
A második világháborúban a fajta száma ismét lecsökkent, viszont a háború utáni évtizedekben a szovjet mezőgazdaság is modernizálódott (pl. elkezdtek traktort használni), ezért úgy döntöttek, hogy nincsen továbbra szükség a lovak használatára. Ennek eredményeként megnyithattak a tenyésztőfarmok és elkezdődhetett a fajta további tenyésztése.
Ma 12 tenyésztőfarm létezik Oroszországban, és 3 Ukrajna területén, az orosz tenyészetekben összesen 800 kanca található. Egy szabály szerint, ha egy fajtából kevesebb, mint 1000 kanca él, akkor a fajta veszélyben van.

## Megjelenése
Feje arányos, egyenes profilú, durva, nyaka közepesen hosszú, magasan illesztett, marja alacsony, mellkasa nem túl mély, háta egyenes és hosszú, fara csapott, széles és erős, végtagjai hosszúak, ágyéka széles. Patái kemények, szemei nagyok, kifejezőek.
Köszönhetően az arab vérvonalnak, a legtöbb orlov szürke színű. Érdekes, hogy fajtától függetlenül a szürke példányok sötétszürke színűen születnek, majd ahogyan idősödnek, úgy fehéredik ki a szőrük. A második leggyakoribb szín ennél a fajtánál a fekete, ezt követi a pej. Sárga orlov csak ritka esetekben születik.
Nagyobb, robusztusabb a többi ügetőfajtánál, ugyanakkor mozgása lendületes, elegáns.

## Hasznosítása
Elsősorban ügetőversenyeken indítják őket, de előszeretettel használnak ügetőket fogathajtásban is. Testfelépítéséből adódóan, ha sikeresen át van lovagolva, akkor díjugratásban is bizonyíthat.
Oroszországban úgynevezett trojkákba fogják be őket.

## "Amerikanizált" orlov?
Az orlov ügető nem bírta fölvenni a versenyt az amerikai és francia fajtákkal. Ezért a fajtának külön versenyeket rendeztek és rendeznek mai napig. 
Tiltások ellenére az orlovokat amerikai ügetőkkel keresztezték. Ennek eredménye az volt, hogy új fajta született meg. Ez nem más, mint az orosz ügető. Kisebb, mint az orlov, és szépsége is leromlott.

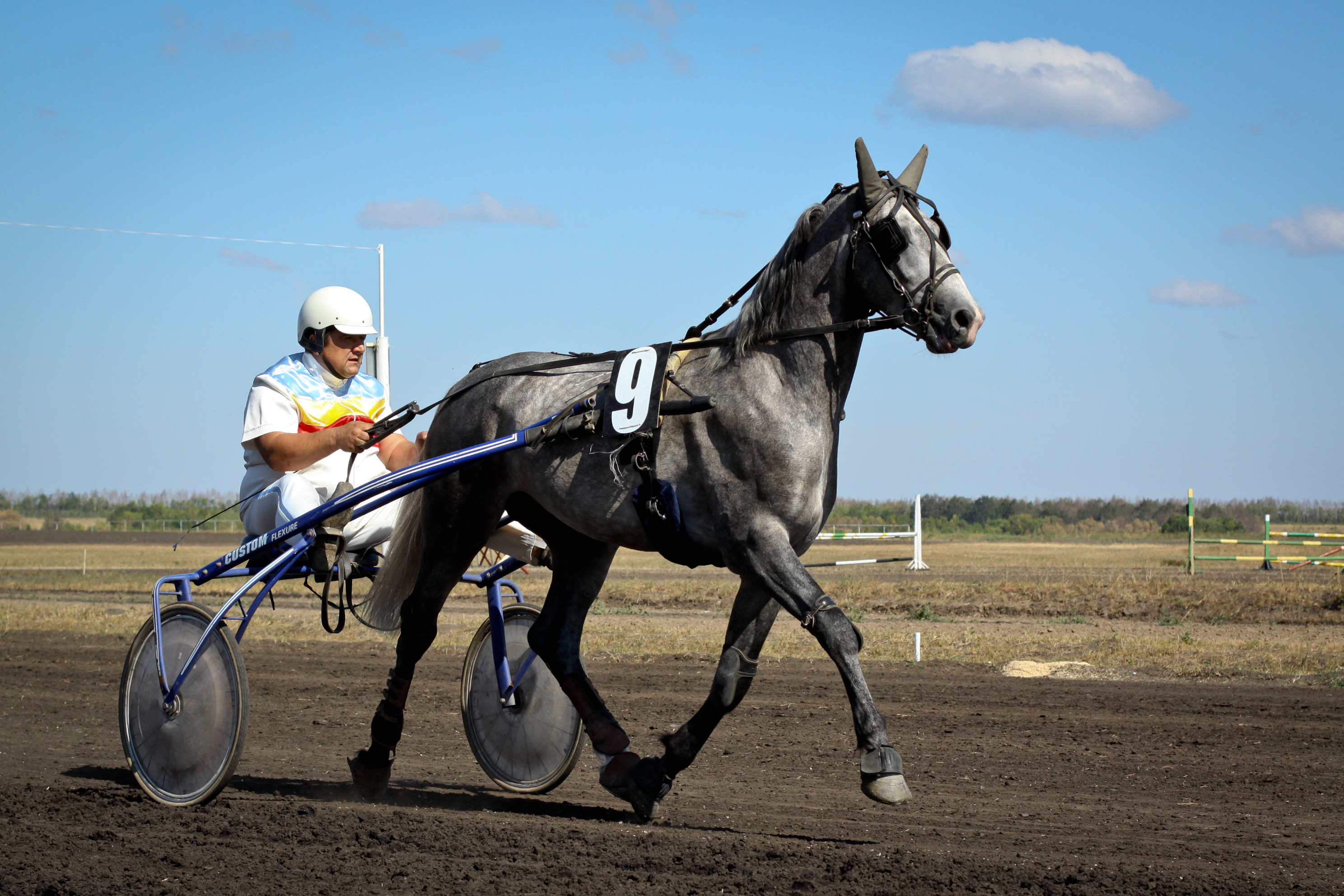
Orlov ügető manapság

## Érdekességek
- Állítólag az orlov a legszebb ügető fajta.
- Ez a fajta nem olyan gyors, mint az amerikai vagy a francia ügető, de sokkal kitartóbb.
- Egy orlovoknak szóló versenyre amerikai lovat neveztek, aki rövid idő alatt 20 000 orosz rubelt nyert. Mikor majdnem rájöttek, a lovat megmérgezték, hogy ne maradjon bizonyíték.
- Annak idején annyira védték a fajtát, hogy Orlov nem adott el senkinek sem tenyészhető lovat, csak herélteket, az akkori cárnak (I. Sándor orosz cár) sem. Ez a szabály a gróf halála után még 20 évvel is érvényben volt.
- Ha valaki a díjlovaglásra gondol, biztosan nem jutna eszébe az orlov ügető, ám a 2000-es években a nemzetközi díjlovaglónégyszögben mégis feltűnt Balagur, aki hírnevet szerzett fajtájának. 12 évesen, 2002-ben kezdte a versenyzést, a Lovas világjátékokon, Spanyolországban, 2008-ban pedig a nagydíjon, Aachenben harmadik, míg a hongkongi Olimpián ötödik helyezést ért el. A lovat 2009-ben, 19 éves korában nyugdíjazták.
- A négyesfogatok technikája, hogy a jobb első lónak (ostorhegyesnek) ügetőket, leginkább orlovokat fognak be. Érdekes, hogy míg a másik három más fajtájú ló vágtat a fogattal, addig az ügető csak üget, de a sebessége ugyanakkora, mint a többinek.

## Fordítás
Ez a szócikk részben vagy egészben  az   Orlov Trotter című angol Wikipédia-szócikk fordításán alapul.  Az eredeti cikk szerkesztőit annak laptörténete sorolja fel. Ez a jelzés csupán a megfogalmazás eredetét és a szerzői jogokat jelzi, nem szolgál a cikkben szereplő információk forrásmegjelöléseként.